# 昨日消えた男 (1941年の映画)
『昨日消えた男』（きのうきえたおとこ）は、1941年に公開されたマキノ正博監督の日本映画。
ダシール・ハメットの小説『影なき男』を原案としている。

## スタッフ
- 監督 - マキノ正博[1]
- 脚本 - 小国英雄[1]
- 製作 - 滝村和男[3]
- 原案 - ダシール・ハメット[3]（小説『影なき男』[4]）
- 撮影 - 伊藤武夫[1]
- 音楽 - 鈴木静一[3]
- 演奏 - P.C.L.管弦楽団[2]
- 録音 - 安恵重遠[3]
- 照明 - 藤林甲[2]
- 編集 - 後藤敏男[3]
- 現像 - 西川悦二[2]

## キャスト
- 長谷川一夫 - 文吉[2]
- 山田五十鈴 - 芸者小富[3]
- 高峰秀子 - 篠崎お京[2]
- 徳川夢声 - その父源左衛門[2]
- 江川宇禮雄 - 與力 原六之進[2]
- 鳥羽陽之助 - 人形師 椿山[2]
- 清川虹子 - 女房おこん[2]
- 清川荘司 - 錠前屋太三郎[2]
- 進藤英太郎 - 上州屋[2]
- 鬼頭善一郎 - 居合抜 松下源藏[2]
- 藤間房子 - 女房おかね[2]
- 渡辺篤 - 駕籠屋甚公[3]
- サトウ・ロクロー - 駕籠屋一公[3]
- 杉寛 - 大家勘兵衞[2]
- 澤井三郎 - 下男久助[3]
- 坂東橘之助 - 横山求馬[2]
- 川田義雄 - 目明し八五郎(特別出演)[2]